# Mad Max: Drumul furiei
Mad Max: Drumul furiei (Mad Max: Fury Road) este un film de acțiune–aventură postapocaliptic australiano-american din 2015. Este regizat de George Miller, cel care a regizat și primele trei filme Mad Max. În rolurile principale joacă actorii Tom Hardy, Charlize Theron și Nicholas Hoult.
Premiera mondială a filmului a avut loc pe 7 mai 2015.

## Prezentare
Creatorul legendarei francize „Mad Max”, George Miller ocupă din nou scaunul regizoral și aduce, din mai, pe marile ecrane „Mad Max: Drumul Furiei”, o nouă incursiune în universul exploziv al lui Max Rockatansky.
Urmărit de un trecut turbulent, Mad Max prefera să călătorescă de unul singur și să nu iși facă prieteni. În ciuda convingerilor sale, se alătură unui grup de supraviețuitori ai deșertului, conduși de implacabila luptătoare Imperator Furiosa. Aceștia sunt urmăriți permanent și atacați de tiranul Immortan Joe care îi suspectează că i-au furat cea mai de preț posesie.   
În „Mad Max: Drumul Furiei”, cel de-al patrulea film din istoria francizei, Tom Hardy interpretează rolul principal, iar din distribuție mai fac parte Charlize Theron, Nicholas Houllt, Hugh Keays-Byrne, Nathan Jones, Josh Helman și Rosie Huntington-Whiteley. Un film Warner Bros. Pictures, acțiunea post-apocaliptică „Mad Max: Drumul Furiei” ajunge pe marile ecrane din țară începând cu 15 mai.

## Actori
- Tom Hardy - Max Rockatansky/Mad Max
- Charlize Theron - Imperator Furiosa
- Nicholas Hoult - Nux
- Zoë Kravitz - Toast
- Abbey Lee - The Dag
- Riley Keough - Capable
- Courtney Eaton - Fragile
- Hugh Keays-Byrne - Immortan Joe
- Nathan Jones - Rictus Erectus
- Josh Helman -  Slit
- Rosie Huntington-Whiteley - Splendid
- Jennifer Hagan -  Miss Giddy
- Angus Sampson - the Organic Mechanic
- Richard Carter - the Bullet Farmer
- iOTA - Coma-Doof Warrior

## Vezi și
- Listă de filme distopice
- Listă de filme australiene din 2015
- Listă de filme americane din 2015